# Mamie (Vorname)
Mamie ist ein weiblicher Vorname.

## Herkunft und Bedeutung
Der Name ist die englische Verkleinerungsform von Mary oder Margaret.
Varianten sind unter anderem Madge, Mae, Maggie, Marge, Margie, Mariel, Marinda, May, Mayme, Meg, Peg, Peggie, Peggy, Midge und Molly.

## Bekannte Namensträgerinnen
- Mamie Van Doren (* 1931), US-amerikanische Schauspielerin
- Mamie Eisenhower (1896–1979), US-amerikanische First Lady
- Mamie Gummer (* 1983), US-amerikanische Schauspielerin
- Mamie E. Locke (* 1954), US-amerikanische Politikwissenschaftlerin und Politikerin
- Mamie Smith (1891–1946), US-amerikanische Blues-Musikerin
- Mamie Sylva (* 1992), gambische Fußballspielerin